# شیرتیغک (سرده)
شیرتیغک (سرده) (نام علمی: Sonchus) نام یک سرده از تیره کاسنیان است.